# Kimberly (Schiff, 1943)
Die USS Kimberly (DD-521) war ein zur Fletcher-Klasse gehörender Zerstörer der United States Navy. Sie nahm am Zweiten Weltkrieg und am Koreakrieg teil. 1967 wurde sie leihweise an die Republik China (Taiwan) übergeben, wo sie als An Yang (DD-18) in Dienst gestellt wurde. 2003 wurde sie als Zielschiff versenkt.

## Namensgeber
Rear Admiral Lewis Ashfield Kimberly (1830–1902) war Offizier der United States Navy. Er nahm am Amerikanischen Bürgerkrieg teil und wurde 1887 Kommandeur des US-Asiengeschwaders.

## Technik

### Rumpf und Antrieb
Der Rumpf der USS Kimberly war 114,7 m lang und 12,2 m breit. Der Tiefgang betrug 5,4 m, die Verdrängung 2.100 Tonnen. Der Antrieb des Schiffs erfolgte durch zwei Dampfturbinen von General Electric, der Dampf wurde in vier Kesseln von Babcock & Wilcox erzeugt. Die Leistung betrug 60.000 Wellen-PS, die Höchstgeschwindigkeit lag bei 35 Knoten.

### Bewaffnung und Elektronik
Hauptbewaffnung des Zerstörers waren fünf 5-Zoll-Geschütze (127 mm)/38 Kal. Mark 12 in Einzeltürmen Mark 30 Mod.0 und zwei Torpedorohrsätze mit jeweils fünf 21"-Torpedorohren. Zur Flugabwehr war die USS Kimberly mit sechs 40-mm-Bofors- und zehn 20-mm-Oerlikon-Flugabwehrgeschützen ausgerüstet. Im September 1943 erhielt sie eine verstärkte Flugabwehrbewaffnung. Die 20-mm-Geschütze im Bereich der Brücke wurden durch 40-mm-Geschütze ersetzt, so dass die USS Kimberly über fünf 40-mm-Zwillingsgeschütze und sieben 20-mm-Geschütze auf Einzellafette verfügte. Eine weitere Verstärkung der Flugabwehrbewaffnung wurde im Juni 1945 vorgenommen, als sie das Emergency Kamikaze Refit erhielt. Die beiden 40-mm-Zwillingsgeschütze mittschiffs wurden durch 40-mm-Vierlingsgeschütze ersetzt. Um Raum für die Richtgeräte zu schaffen, wurde der vordere Torpedorohrsatz entfernt und stattdessen zwischen den Schornsteinen eine Plattform eingebaut, auf der die Richtgeräte installiert wurden. Durch den Umbau verfügte sie über drei 40-mm-Zwillingsgeschütze und zwei 40-mm-Vierlingsgeschütze sowie sechs 20-mm-Zwillingsgeschütze. Zur Bekämpfung von U-Booten war das Schiff am Heck mit zwei Ablaufgestellen für 600-lb.-Wasserbomben und mit jeweils drei K-Gun-Wasserbombenwerfer für 300-lb.-Wasserbomben an Steuer- und Backbordseite ausgerüstet.
Die USS Kimberly war mit Radar ausgerüstet. Am Mast über der Brücke waren ein SG- und ein SC-Radar montiert, mit denen Flugzeuge auf Entfernungen zwischen 15 und 30 Seemeilen und Schiffe in Entfernungen zwischen 10 und 22 Seemeilen geortet werden konnten. Zur Unterwasserortung war ein QC-Sonar eingebaut.

## Geschichte
Die USS Kimberly wurde am 27. Juli 1942 Bethlehem Shipbuilding Corporation auf Staten Island auf Kiel gelegt. Am 4. Februar 1943 wurde sie von Elsie S. Kimberly, der Tochter des Namensgebers, getauft und am 22. Mai 1943 unter dem Kommando von Commander Harry W. Smith in Dienst gestellt.

### 1943
Nach der Beendigung der Erprobungsfahrten verließ die USS Kimberly am 10. September 1943 den Marinestützpunkt Norfolk und verlegte in den Pazifik. In Pearl Harbor nahm sie an weiteren Ausbildungen teil. Am 20. November 1943 erreichte sie Makin und nahm an der Rückeroberung der Gilbertinseln teil. Sie wurde im U-Boot-Abwehrschirm zum Schutz der Schlachtschiffe und Kreuzer eingesetzt. Am 6. Dezember lief sie von Tarawa nach San Francisco, um dort in die Werft zu gehen.

### 1944
Am 22. Januar 1944 verließ sie nach Abschluss der Reparaturen San Francisco und nahm Kurs auf die Aleuten. Als Teil der Task Force (TF) 94 fuhr sie von Attu nach Paramuschir, um die Flugabwehrstellungen bei Suribachi Wan und Kurabi Saki zu bekämpfen. Bis zum 18. September verblieb der Zerstörer in den Aleuten und unternahm in dieser Zeit U-Bootabwehr-Patrouillen, Übungen sowie erneute Angriffe auf Ziele auf den Kurilen. Am 18. September lief das Schiff nach San Francisco. Von dort lief die USS Kimberly nach Manus und nahm an den Vorbereitungen zur Rückeroberung der Philippinen teil. Am 10. November eskortierte sie einen Geleitzug zum Golf von Leyte. Während sie einen weiteren Geleitzug zur Mangarinbucht an der Westküste von Mindoro eskortierte, konnte sie ein angreifendes japanisches Flugzeug abschießen und war am Abschuss von zwei weiteren Maschinen beteiligt.

### 1945
Die USS Kimberly verließ Leyte am 2. Januar 1945 und schützte einen Schlachtschiffverband, der zur Vorbereitung der Landung auf Luzon Ziele auf der Insel beschießen sollte. Auf der Fahrt in den Golf von Lingayen, den sie am 6. Januar erreichte, schoss sie drei Flugzeuge ab. Bis Ende Januar wurde sie gegen Eisenbahnstrecken und Nachschublager eingesetzt.
Im Februar bereitete sich die USS Kimberly auf die für den 1. April geplante Operation Iceberg, der Landung auf Okinawa, vor. Am 21. März verließ sie die San-Pedro-Bucht und bezog vor den Kerama-Inseln Position als Radarvorposten. Sie wurde am 26. März 1945 um 6:15 Uhr von zwei Aichi D3A Val angegriffen. Der Zerstörer eröffnete das Feuer auf die anfliegenden Maschinen, woraufhin diese abdrehten. Als das Feuer eingestellt wurde, nahm eine Val erneut Kurs auf die USS Kimberly und näherte sich von achtern dem mit Hartruderlagen manövrierenden Schiff. Auf eine Entfernung von 4000 Yard (ca. 3600 m) eröffneten die 40-mm-Geschütze das Feuer. Als das Flugzeug 1.500 yd entfernt war, reduzierte es die Flughöhe auf ungefähr 50 m. Die 20-mm-Geschütze griffen bei einer Entfernung von 1.200 yd in das Gefecht ein. Da sich das Flugzeug dem Kielwasser folgend näherte, wurden die Bedienungen der 20-mm-Geschütze durch jede 5"-Salve von den Beinen gerissen, was den Einsatz dieser Geschütze stark behinderte. Das Flugzeug erreichte in einer Höhe von ungefähr 33 m das Heck des Zerstörers und hielt auf die Brücke zu. Als sich die Maschine auf Höhe des weiterhin feuernden 40-mm-Geschützes #5 befand, kippte sie ab und stürzte zwischen den Geschützen 53 und 54 direkt in das 40-mm-Geschütz #5.
Die verursachten Schäden waren laut Bericht des Kommandanten:

„Schiffsbesatzung um 18 % reduziert, zwei 5"/38-Geschütze außer Gefecht, ein 40-mm-Geschütz verloren, Effektivität der 20-mm-Geschütze um mindestens 30 % reduziert (Mk-18-Feuerleitanlagen ausgefallen), Sämtliche Radar- und Feuerleitanlagen-Ersatzteile zerstört, zwei K-Guns und fünf Ladeschienen [der Ablaufgestelle] ausgefallen, [Nebelgenerator beschädigt], zwei Treibstoffbunker beschädigt.“

Bei dem Angriff fielen vier Mann und 57 wurden verwundet. Dass es nicht zu mehr Opfern kam, lag unter anderem daran, dass der Erste Offizier (Executive Officer (XO)) und der Leitende Ingenieur (Chief Engineer) das Verhalten im Falle eines Kamikazeangriffes abgesprochen hatten. Der XO sollte den Maschinenraum informieren, damit alle Lüftungen rechtzeitig geschlossen werden konnten. Bei Feuereröffnung der 20-mm-Geschütze sollten die Lüftungen eigenständig auch ohne Information geschlossen werden. Durch diese Absprache wurden der hintere Maschinenraum und die dort befindliche Besatzung gerettet. Am Nachmittag des 31. März nahm der beschädigte Zerstörer Kurs auf Ulithi, um provisorisch repariert zu werden. Anschließend fuhr die USS Kimberly zur Mare Island Naval Shipyard, wo sie am 25. April ankam.
Am 10. August lief sie aus Pearl Harbor aus und kehrte ins Kriegsgebiet zurück. Während der Fahrt, um sich der 3. US-Flotte anzuschließen, erreichte die Nachricht von der Kapitulation Japans das Schiff. Am 4. September erreichte die USS Kimberly die Bucht von Tokio und eskortierte zwei Tage später die Missouri zurück in die Vereinigten Staaten. Am 18. Oktober liefen die Schiffe in Philadelphia ein. Nach den Feierlichkeiten anlässlich des Navy Day verließ sie am 2. November Philadelphia und erreichte einen Tag später Charleston.

### 1946–1966
Die USS Kimberly blieb bis zum 5. Februar 1947 im Marinestützpunkt Charleston und wurde anschließend der Reserveflotte zugeteilt.
Am 8. Februar 1951 wurde sie unter dem Kommando von CDR O. B. Parker erneut in Dienst gestellt. Nach dem Abschluss der Erprobungs- und Ausbildungsfahrten lief sie am 15. Mai 1951 aus Norfolk aus und verlegte in den Pazifik. Sie erreichte Yokosuka am 18. Juni. Am 23. Juni nahm sie Kurs auf die Westküste Koreas, wo sie zur Feuerunterstützung eingesetzt wurde. Zu ihren weiteren Aufgaben gehörten die U-Boot-Abwehr und der Einsatz als Flugsicherungsschiff (Plane Guard) der eingesetzten Flugzeugträger. Mitte September lief sie in die Gewässer vor Taiwan, um dort Patrouillenfahrten durchzuführen. Am 6. Oktober ging sie auf Heimatkurs und fuhr mit Aufenthalt auf den Philippinen durch den Sueskanal und das Mittelmeer nach Norfolk, wo sie am 12. Dezember 1951 einlief.
Am 20. Juni wurde die USS Kimberly nach Charleston verlegt und dort am 15. Januar 1954 erneut außer Dienst gestellt. Nach zwölf Jahren in der Reserveflotte fuhr der Zerstörer nach Boston und wurde in der Boston Naval Shipyard überholt.

### ROCSAn Yang
Am 1. Juni 1967 wurde der Zerstörer leihweise an die Republik China übergeben, die das Schiff als An Yang (DD-18) in Dienst stellte. Mitte der 1980er-Jahre wurde die An Yang zum Lenkwaffenzerstörer umgebaut und erhielt die Kennung DDG-918. Sie wurde am 16. September 1999 außer Dienst gestellt.

### Verbleib
Am 14. Oktober 2003 wurde die An Yang während der Übung Lieng Hsing 90 vor Südtaiwan als Zielschiff versenkt.

## Auszeichnungen
Die USS Kimberly wurde mit fünf Battle Stars für ihren Dienst im Zweiten Weltkrieg ausgezeichnet. Einen weiteren Battle Star erhielt sie während des Koreakrieges.